# Русская классика ВХЛ 2016
Русская классика 2016 — матч регулярного чемпионата ВХЛ сезона 2015/2016 под открытым небом, который состоялся 7 февраля 2016 года между тверским «ТХК» и воронежским «Бураном». Матч прошёл в Твери на стадионе «Химик».
За 46 секунд до конца основного времени матча «Буран» забивает шайбу и сравнивает счёт, однако главный судья её не засчитывает. Протестуя против данного решения, главный тренер «Бурана» уводит свою команду в раздевалку. После нескольких минут переговоров «Буран» возвращается на лёд при счёте 0:1, получает две минуты командного штрафа за задержку игры, но всё-таки благодаря усилиям Михаила Чурляева сравнивает счёт и переводит игру в овертайм, где всё тот же Чурляев приносит гостям победу со счетом 2:1.